# José Luis López Vázquez
José Luis López Vázquez de la Torre (Madrid, 11 de marzo de 1922-Madrid, 2 de noviembre de 2009) fue un Actor español. Su carrera abarca más de 200 títulos, entre películas y series de televisión. Trabajó a las órdenes de los más grandes directores del cine español e internacional del momento como Marco Ferreri, Luis García Berlanga, Carlos Saura, José Antonio Nieves Conde, José María Forqué, Mario Camus, Jaime de Armiñán y George Cukor. Sus comedias con Gracita Morales tuvieron un enorme éxito nacional, siendo uno de los actores más queridos por el público español, tanto en papeles cómicos como en registros más dramáticos.

## Biografía
José Luis López Vázquez era hijo de una modista y de un funcionario público. Se formó como actor en el Teatro de las Organizaciones Juveniles y en el TEU, pero también era diseñador de vestuario y escenógrafo, faceta en la que destacó durante los años 1950 y 1960 en obras como El casamiento engañoso de Gonzalo Torrente Ballester, Adèle o la margarita, de Jean Anouilh, El grillo, de Carlos Muñiz o Clerambard, de Marcel Aymé. Fue ayudante de dirección de Pío Ballesteros y Enrique Herreros y en 1946 debutó como actor con la obra El anticuario, en el Teatro María Guerrero; su carrera cinematográfica comenzó en 1951.
Formó parte de las compañías de Conchita Montes y de Alberto Closas. En esta faceta de actor teatral se recuerdan especialmente sus actuaciones en La plaza de Berkeley, El vergonzoso en palacio, Crimen y castigo, Historia de una escalera, Después de la niebla, Don Juan Tenorio, El calendario que perdió siete días, La dama boba, Las maletas del más allá, El abanico, Kean, Cena de matrimonios, Cartas credenciales, ¡Amoor!, Equus, La muerte de un viajante y El manifiesto, entre otras.

En el cine interpretó en un principio papeles cómicos haciendo pareja con Gracita Morales, pero hacia los años sesenta empezó a actuar en películas dramáticas y llegó a aparecer en 230 largometrajes, de los que rodaba varios al año. Como muestra, en 1967 participó en 12 películas; en 1970 en 11, y en 1971 y 1972, en 10. La mayoría son comedias al uso firmadas por los prolíficos directores José María Forqué, Pedro Lazaga y Mariano Ozores, pero otras veces son trabajos de más entidad para directores como Carlos Saura, Jaime de Armiñán, Pedro Olea, Antonio Mercero, Manuel Gutiérrez Aragón, Mario Camus, Juan Antonio Bardem, Marco Ferreri y Luis García Berlanga.

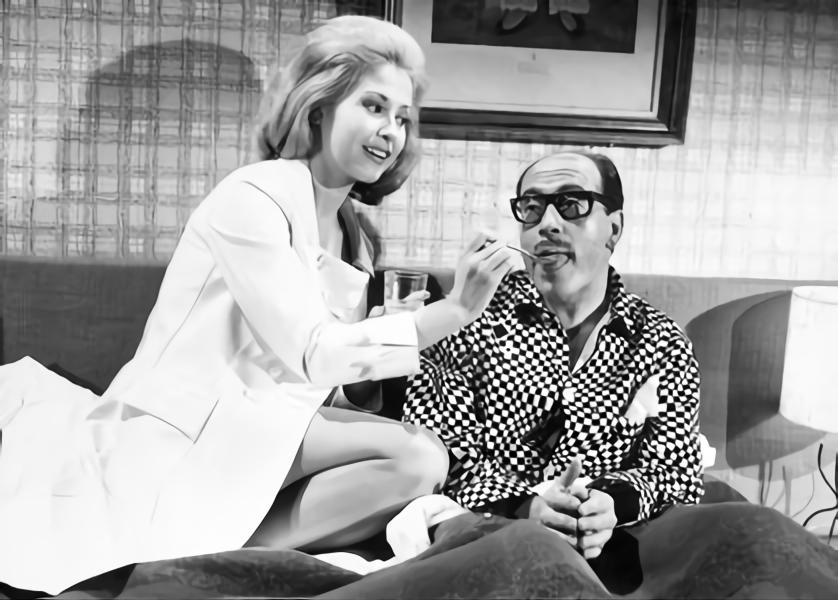
Con Fanny Cano, en una fotografía publicitaria para Operación secretaria (1966).

Entre sus trabajos cinematográficos destacan títulos como El pisito, El cochecito, Plácido, Atraco a las tres, La gran familia, El verdugo, Peppermint frappé, El bosque del lobo (en una interpretación basada en el asesino en serie Manuel Blanco Romasanta), Mi querida señorita (donde vestía de mujer), Habla, mudita, La prima Angélica, la trilogía de La escopeta nacional, de Luis García Berlanga, con quien llegó a rodar diez películas, La colmena, Akelarre, Esquilache y El maestro de esgrima. Igualmente destaca en su filmografía Una pareja... distinta, con Lina Morgan, que fracasó en taquilla al apartarse del género de comedia habitual en ambos actores. López Vázquez también interpretó mediometrajes; en este género fue el protagonista de La cabina, de Antonio Mercero, que ganó un Emmy en 1973 y es considerado hoy por hoy un clásico del género del terror.
También ha trabajado con directores americanos, como George Cukor en Viajes con mi tía (1972); Cukor intentó llevárselo a Hollywood, aunque López Vázquez prefirió quedarse en España. En 1971 participó en Las petroleras, junto a dos de los sex symbols del cine europeo: Brigitte Bardot y Claudia Cardinale.
En televisión, protagonizó las series Este señor de negro (1975-1976) y Los ladrones van a la oficina (1993-1996).
Estuvo casado con la actriz Ana María Ventura, y luego se relacionó con Catherine Magerus, con la que no pudo casarse debido a la inexistencia de divorcio y de la que tuvo dos hijos, José Luis, dedicado al cine y Virginia, fallecida en 1994. Posteriormente tuvo otras dos hijas gemelas, Cayetana y Camino, con la periodista Flor Aguilar; en sus últimos días se le relacionó con la actriz Carmen de la Maza.
Entre otros premios obtuvo la Medalla de Oro al Mérito en las Bellas Artes (1985), Espiga de Oro de la Semana de Cine de Valladolid (Seminci) 1989, Premio Toda un vida-José María Rodero (2001), Premio Nacional de Teatro (2002), Goya de Honor (2004), Medalla de Honor del Círculo de Escritores Cinematográficos (2005), Medalla de Oro al Mérito en el Trabajo (1997), la Medalla de Oro al Mérito en las Bellas Artes (2001), Premio de la Cultura de la Comunidad de Madrid (octubre 2009), Ricardo Calvo (1982), el del Espectador y la Crítica (1982), el Premio Nacional de Teatro, la I edición del Premio Nacional de Teatro Pepe Isbert, que otorga la Asociación de Amigos de Teatro Circo de Albacete, hoy Amigos de los Teatros de España (AMITE).
El actor falleció el 2 de noviembre de 2009 a los 87 años tras una larga enfermedad. Su capilla ardiente se instaló en el teatro María Guerrero de Madrid, donde había debutado cuando tenía 18 años de edad. El 4 de noviembre de 2009 fue incinerado y sus cenizas reposan en el cementerio de La Almudena en Madrid.

## Filmografía

### Películas
- María Fernanda la jerezana (1946), de Enrique García Herreros.
- Esa pareja feliz (1951), de Luis García Berlanga y Juan Antonio Bardem.
- El diablo toca la flauta (1953), de José María Forqué.
- Novio a la vista (1953), de Luis García Berlanga.
- Un caballero andaluz (1954), de Luis Lucia.
- Felices Pascuas (1954), de Juan Antonio Bardem.
- La lupa (1955)
- Esa voz es una mina (1955)
- La vida en un bloc (1956), de Luis Lucia.
- El fotogénico (1957), de Pedro Lazaga.
- Las muchachas de azul (1957), de Pedro Lazaga.
- El inquilino (1957), de José Antonio Nieves Conde.
- Los jueves, milagro (1957), de Luis García Berlanga.
- Madrugada (1957), de Damian Capa.
- Un marido de ida y vuelta (1957)
- El aprendiz de malo (1958), de Pedro Lazaga.
- Una muchachita de Valladolid (1958), de Luis César Amadori.
- El pisito (1959), de Marco Ferreri e Isidoro M. Ferry
- Una gran señora (1959)
- De espaldas a la puerta (1959), de José María Forqué.
- Los tramposos (1959), de Pedro Lazaga.
- Días de feria (1960)
- Un ángel tuvo la culpa (1960), de Luis Lucia.
- Navidades en junio (1960), de Tulio Demicheli.
- El cochecito (1960)
- 091, policía al habla (1960), de José María Forqué.
- Los económicamente débiles (1960), de Pedro Lazaga.
- Un bruto para Patricia (1960)
- Trío de damas (1960), de Pedro Lazaga.
- El pobre García (1961)
- Cuidado con las personas formales (1961), de Agustín Navarro.
- Adiós, Mimí Pompom (1961), de Luis Marquina.
- Plácido, (1961), de Luis García Berlanga.
- Usted puede ser un asesino (1961), de José María Forqué.
- Tres de la Cruz Roja (1961), de Fernando Palacios.
- Vamos a contar mentiras (1962), de Antonio Isasi-Isasmendi
- Atraco a las tres, (1962), de José María Forqué.
- Vuelve San Valentín, (1962), de Fernando Palacios.
- Martes y Trece, (1962), de Pedro Lazaga.
- La gran familia, (1962), de Fernando Palacios.
- Los derechos de la mujer (1963), de José Luis Sáenz de Heredia.
- Accidente 703 (1962), de José María Forqué.
- Sabían demasiado (1962), de Pedro Lazaga.
- El verdugo (1963), de Luis García Berlanga.
- Las hijas de Elena (1963), de Mariano Ozores.
- La chica del trébol (1963), de Sergio Grieco.
- Confidencias de un marido: tercero izquierda (1963)
- Vacaciones para Ivette (1964), de José María Forqué.
- Tú y yo somos tres (1964), de Rafael Gil.
- Los Palomos (1964).
- La muerte viaja demasiado (1964), de Claude Autant-Lara, José María Forqué y Giancarlo Zagni.
- La familia y uno más (1964), de Fernando Palacios.
- Fin de semana (1964), de Pedro Lazaga
- Historias de la televisión (1965), de Pedro Maso.
- Un vampiro para dos (1965), de Pedro Lazaga.
- Hoy como ayer (1966)
- Operación Plus Ultra (1966), de Pedro Lazaga.
- ¡Es mi hombre! (1966)
- Los guardiamarinas (1967), de Pedro Lazaga.
- El turismo es un gran invento (1967), de Pedro Lazaga.
- 40 grados a la sombra (1967)
- Una señora estupenda (1967), de Eugenio Martín Márquez.
- Un millón en la basura (1967), de José María Forqué.
- Sor Citroën (1967), de Pedro Lazaga.
- Amor a la española (1967), de Fernando Merino.
- Novios 68 (1967), de Pedro Lazaga.
- Los Chicos del Preu (1967), de Pedro Lazaga.
- Operación cabaretera (1967), de Mariano Ozores.
- Crónica de 9 meses, (1967)
- Peppermint frappé (1967), de Carlos Saura.
- Objetivo Bi-ki-ni (1968), de Mariano Ozores.
- Cuidado con las señoras (1968) de Julio Buchs.
- Cómo está el servicio (1968) de Mariano Ozores.
- Mi marido y sus complejos (1969) de Luis María Delgado
- No somos ni Romeo ni Julieta (1969) de Alfonso Paso.
- ¿Por qué pecamos a los cuarenta? (1969) de Pedro Lazaga.
- Estudio amueblado 2-P (1969) de José María Forqué.
- El jardín de las delicias (1970), de Carlos Saura.
- El astronauta (1970), de Javier Aguirre Fernández.
- La otra residencia (1970), de Alfonso Paso.
- Las secretas intenciones (1970), de Antonio Eceiza.
- ¡Vivan los novios! (1970), de Luis García Berlanga.
- Blanca por fuera y rosa por dentro (1971), de Pedro Lazaga.
- El bosque del lobo (1971), de Pedro Olea.
- La graduada (1971), de Mariano Ozores.
- Si Fulano fuese Mengano (1971), de Mariano Ozores.
- A mí las mujeres ni fu ni fa (1971), de Mariano Ozores.
- Black story (La historia negra de Peter P. Peter) (1971), de Pedro Lazaga.
- Mi querida señorita (1971), de Jaime de Armiñán.
- Carta de amor de un asesino (1972), de Francisco Regueiro.
- La cabina (1972), de Antonio Mercero.
- La Cera Virgen (1972), de José María Forqué.
- Viajes con mi tía (1972), de George Cukor.
- La prima Angélica (1972), de Carlos Saura.
- Dos chicas de revista (1972)
- ¡No firmes más letras, cielo! (1972), de Pedro Lazaga.
- No es bueno que el hombre esté solo (1973).
- Lo verde empieza en los Pirineos (1973), de Vicente Escrivá
- Las señoritas de mala compañía (1973)
- Doctor, me gustan las mujeres ¿es grave? (1973), de Ramón Fernández.
- Un casto varón español (1973), de Jaime de Armiñán.
- Habla, mudita (1973), de Manuel Gutiérrez Aragón.
- Una pareja distinta (1974), de José María Forqué.
- Antoni Gaudí, una visión inacabada, (1974)
- La revolución matrimonial (1974), de José Antonio Nieves Conde.
- Nosotros, los decentes (1975), de Mariano Ozores.
- Zorrita Martinez (1975), de Vicente Escrivá.
- Canciones de nuestra vida (1975), de Eduardo Manzanos.
- Duerme, duerme, mi amor (1975), de Francisco Regueiro.
- Manchas de sangre en un coche nuevo (1975), de Antonio Mercero.
- El señor está servido (1976), de Sinesio Isla.
- Doña Perfecta (1977), de Fernández Ardavin.
- La escopeta nacional, (1977), de Luis García Berlanga.
- El apolítico (1977), de Mariano Ozores.
- El fascista, la beata y su hija desvirgada (1978), de Joaquín Coll Espona.
- El Monosabio (1978), de Ray Rivas.
- La verdad sobre el caso Savolta (1979)
- La familia, bien, gracias, (1979), de Pedro Maso.
- La miel, (1979)
- Los viajeros del atardecer (1979), de Ugo Tognazzi.
- Mamá cumple cien años (1979), de Carlos Saura.
- Camas Calientes / Letti Selvaggi , (1979) de Luigi Zampa.
- F.E.N. , (1979) de Antonio Hernández.
- El gran secreto (1980), de Pedro Mario Herrero.
- Él y él (1980), de Eduardo Manzanos.
- El divorcio que viene, (1980)
- ¡Qué verde era mi duque!, (1980) de José María Forqué.
- Patrimonio nacional (1980), de Luis García Berlanga.
- Profesor eróticus (1981), de Luis María Delgado.
- 127 millones libres de impuestos (1981), de Pedro Masó.
- Puente aéreo (1981), de Pedro Masó.
- Huida al sur (1981), de Luc Béraud.
- Adolescencia (1982), de Germán Lorente.
- Los embarazados (1983), de Joaquín Coll Espona.
- De camisa vieja a chaqueta nueva (1982), de Rafael Gil.
- Muerte en el Vaticano (1982), de Marcello Aliprandi.
- La colmena (1982), de Mario Camus.
- Nacional III (1982), de Luis García Berlanga.
- La Avispita Ruinasa (1983), de José Luis Merino.
- El fascista, doña Pura y el follón de la escultura (1983), de Joaquín Coll Espona.
- Pájaros de ciudad (1983), de José María Sánchez Álvaro.
- Juana la loca... de vez en cuando (1983), de José Ramón Larraz.
- Un genio en apuros (1983), de Lluís Josep Comerón.
- El Cid Cabreador (1983), de Angelino Fons.
- Playboy en paro (1984), de Tomás Aznar.
- Akelarre (1984), de Pedro Olea.
- Operación Mantis (1984), de Paul Naschy.
- Mi amigo el vagabundo (1984), de Paul Naschy.
- Violines y trompetas (1984), de Rafael Romero Marchent.
- Café, coca y puro (1985), de Antonio del Real.
- El rollo de septiembre (1985), de Mariano Ozores.
- El elegido (1985), de Fernando Huertas.
- La corte de Faraón (1985), de José Luis García Sánchez.
- Capullito de alhelí (1986), de Mariano Ozores.
- Galose stastia (1986), de Juraj Herz.
- Hay que deshacer la casa (1986), de José Luis García Sánchez.
- El orden cómico (1986), de Álvaro Forqué.
- Crónica sentimental en rojo (1986), de Francisco Rovira Beleta.
- Los presuntos (1986), de Mariano Ozores.
- La verdad oculta (1987), de Carlos Benpar.
- Mi general (1987), de Jaime de Armiñán.
- Moros y cristianos (1987), de Luis García Berlanga.
- Soldadito español (1988), de Antonio Giménez-Rico.
- La gran comedia (1988), de Juan Pinzás.
- Esquilache (1988), de Josefina Molina.
- El rey del mambo (1989), de Carles Mira.
- Disparate nacional (1990), de Mariano Ozores.
- Pareja enloquecida busca madre de alquiler (1990), de Mariano Ozores.
- Los gusanos no llevan bufanda (1991), de Javier Elorrieta.
- Fuera de juego (1991), de Fernando Fernán Gómez.
- El juego de los mensajes invisibles (1991), de Juan Pinzás.
- El largo invierno (1992), de Jaime Camino.
- El maestro de esgrima (1992), de Pedro Olea.
- Todos a la cárcel (1993), de Luis García Berlanga.
- Demasiado caliente para ti (1996), de Javier Elorrieta.
- Memorias del ángel caído (1997), de Fernando Cámara y David Alonso.
- No respires, el amor está en el aire (1999), de Juan Potau.
- La gran familia... 30 años después (1999), de Pedro Masó.
- Torrente 2, misión en Marbella (2001), de Santiago Segura.
- El Oro de Moscú (2003), de Jesús Bonilla.
- Luna de Avellaneda (2004), de Juan José Campanella.
- Cuba Libre (2006), de Raimundo García.
- ¿Y tú quién eres? (2007), de Antonio Mercero.

### Teatro
- El casamiento engañoso (1943)
- La dama boba (1951)
- La otra orilla (1954)
- Cartas credenciales (1960)
- Los Palomos (1964)
- Equus (1976)
- ¡Vade Retro! (1982)
- La muerte de un viajante (1985)
- Cena para dos (1991)
- Mariquilla Terremoto (1996)
- Un par de chiflados (1997), basada en The Sunshine Boys.
- Que viene mi marido (2000)
- César y Cleopatra (2001)
- Tres hombres y un destino (2004)

### Televisión
- Palma y don Jaime (1960)
- Tercero izquierda (1962-1963)
- La cabina (1972)
- Este señor de negro (1975-1976)
- La forja de un rebelde (1990)
- El Quijote de Miguel de Cervantes (1991)
- Los ladrones van a la oficina (1993-1996)
- Hostal Royal Manzanares (1997)
- Café con leche (1998)
- La gran familia... 30 años después (1999)
- El botones Sacarino (2000)
- Cuéntame cómo pasó (2001)
- Periodistas (2002)
- Los Serrano
- Vientos de agua (2006)

### Documental
- José Luis López Vázquez: ¡Qué disparate! (2022). Película documental sobre su figura.

## Premios
Premios Goya
| Año  | Categoría     | Resultado |
| ---- | ------------- | --------- |
| 2004 | Goya de Honor | Ganador   |

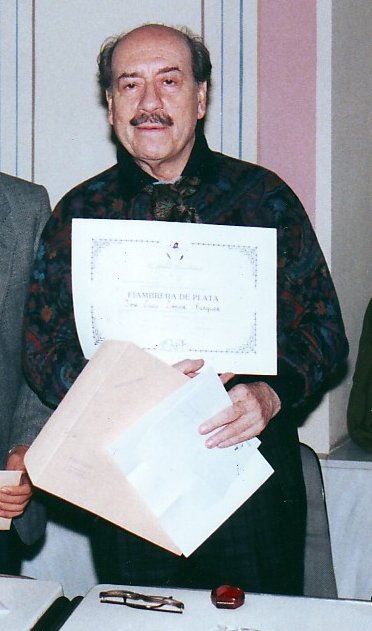
Recibiendo la Fiambrera de Plata del Ateneo de Córdoba de 1989.

Círculo de Escritores Cinematográficos
| Año  | Categoría              | Película              | Resultado |
| ---- | ---------------------- | --------------------- | --------- |
| 1960 | Mejor actor secundario | 091, policía al habla | Ganador   |
| 1961 | Mejor actor secundario | Conjunto de su labor  | Ganador   |
| 1967 | Mejor actor            | Peppermint frappé     | Ganador   |
| 1971 | Mejor actor            | Mi querida señorita   | Ganador   |
| 2005 | Medalla de honor       | Medalla de honor      | Ganador   |

Fotogramas de Plata
| Año  | Categoría                        | Película/TV        | Resultado |
| ---- | -------------------------------- | ------------------ | --------- |
| 1971 | Mejor intérprete de cine español | El bosque del lobo | Ganador   |
| 1972 | Mejor intérprete de televisión   | La cabina          | Ganador   |
| 2006 | Toda una vida                    | Toda una vida      | Ganador   |

Festival Internacional de Cine de Chicago
| Año  | Categoría                  | Película/TV         | Resultado |
| ---- | -------------------------- | ------------------- | --------- |
| 1971 | Silver Hugo al mejor actor | El bosque del lobo  | Ganador   |
| 1972 | Silver Hugo al mejor actor | Mi querida señorita | Ganador   |

Semana Internacional de Cine de Valladolid
| Año  | Categoría                                | Resultado |
| ---- | ---------------------------------------- | --------- |
| 1989 | Espiga de Oro honorífica (Espiga de Oro) | Ganador   |

Otros
- 1961 // 1971 - Premios Sant Jordi: Mejor interpretación en película española por Plácido[18] // El bosque del lobo y El jardín de las delicias.[19]
- 1972 por La cabina:
  - Premio Emmy de 1973 al mejor telefilm[20]
  - Antena de Oro de 1974 al mejor actor[21]
  - Premios ACE (Nueva York) de 1976 al mejor actor[22]
- 1975 - TP de Oro: Mejor actor nacional por Este señor de negro[23]
- 1985 - Medalla de Oro al Mérito en las Bellas Artes[24]
- 1987 - Premios ACE (Nueva York): Mejor actor de reparto por Mi general.[25]
- 1997 - Premio Nacional de Teatro ''Pepe Isbert''[26]
- 1997 - Medalla de Oro al Mérito en el Trabajo[27]
- 2000 - Premio Unión de Actores a Toda una vida[28]
- 2002 - Premio Nacional de Teatro[29]